# Melena
Melena je naziv za crnu katranastu, sjajnu stolicu, karakerističnog mirisa, što je uzrokovano krvarenjem iz probavnog sustava. Crna boja javlja se zbog oksidacije željeza u molekuli hemoglobina u tankom i debelom crijevu.
Najčešći uzrok melene je ulkusna bolest, te krvarenje iz varikoziteta jednjaka, ali krv se može pojaviti i u drugim bolestima koje zahvaćaju gornji dio probavnog sustava.
Melenu treba razlikovati od hematohezije što je pojava svježe (crvene) krvi u stolici.
|  | Molimo pročitajte upozorenje o korištenju medicinskih informacija. Ne provodite liječenje bez savjetovanja s liječnikom! |